# Waldviertel
Koordinaten: 48° 40′ N, 15° 15′ O
Das Waldviertel, altertümlich Viertel ober dem Manhartsberg, ist der nordwestliche Teil des österreichischen Bundeslandes Niederösterreich. Es entspricht weitgehend  einer der Hauptregionen des Landes (Hauptregion Waldviertel) und in der amtlichen Statistik einer Gruppe von Bezirken (NUTS:AT124).
Als 1868 die administrativen Kreise, die sich noch an den alten Vierteln orientierten, durch politische Bezirke ersetzt wurden, verloren die Viertel ihre rechtliche Bedeutung und wurden zu reinen Landschaftsbezeichnungen.

## Überblick
Im Süden bildet die Donau die Grenze zum niederösterreichischen Mostviertel. Im Uhrzeigersinn von Südwesten nach Osten angrenzende Regionen sind das oberösterreichische Mühlviertel, das tschechische Südböhmen und das niederösterreichische Weinviertel mit dem markanten Manhartsberg (537 m). Letzterem verdankt es auch den Namen Viertel ober dem Manhartsberg (auch Viertel/Kreis Ober-Manharts-Berg, im 18. und 19. Jahrhundert oft abgekürzt mit V. O. M. B. oder O.M.B.).
Das Waldviertel umfasst eine Fläche von etwa 4.900 km² und wird von etwa 228.000 Personen bevölkert (Stand: 2023), dies entspricht weniger als 50 Einwohner je km².
Verglichen mit den politischen Grenzen umfasst die traditionell-landschaftliche Abgrenzung die Bezirke Gmünd, Horn, Krems, Waidhofen an der Thaya und Zwettl, dazu den Bezirk Melk nördlich der Donau sowie die westlichsten Teile des Bezirkes Hollabrunn (wie die Gemeinden Hardegg, und teilweise die Gemeinden Maissau und Mühlbach am Manhartsberg). Kleinere Ostteile der Bezirke Krems und Horn hingegen werden zum Weinviertel gerechnet. Die wichtigsten Städte sind neben Krems die Bezirkshauptstädte Gmünd, Horn, Waidhofen und Zwettl sowie Eggenburg (am Übergang zum Weinviertel), Heidenreichstein, Litschau, Schrems und Weitra.
Zu den strukturstärksten Gebieten des Viertels gehört die Flusslandschaft Wachau mit ihren Hauptorten Krems an der Donau und Spitz an der Donau. Geologisch betrachtet liegt die Wachau zu beiden Seiten der Donau im Waldviertel, denn der Dunkelsteinerwald gehört ebenfalls zur Böhmischen Masse.
Im Zentrum des Waldviertels befindet sich der nach dem „Anschluss“ 1938 angelegte Truppenübungsplatz Allentsteig, der mit 157 km² gut 3 % der Fläche einnimmt.

## Verwaltung und politische Gliederung

### Historische Verwaltungsregion
Im Zuge der Theresianischen Reformen wurde der Kreis Ober-Manhartsberg errichtet, der als unterste staatliche Einheit den lokalen Grundherren gegenüberstand. Sitz des Kreisamtes wurde Krems an der Donau. Nach dem Umbruch im Jahr 1848 und der Überführung der Herrschaften in freie Gemeinden übernahmen Bezirksämter (siehe Amtsbezirk) viele Aufgabenbereiche der Kreisämter. Derartige Bezirksämter wurden 1853 für die Amtsbezirke Allentsteig, Dobersberg, Eggenburg, Geras, Gföhl, Groß Gerungs, Horn, Krems, Langenlois, Litschau, Ottenschlag, Persenbeug, Pöggstall, Raabs, Schrems, Spitz, Waidhofen, Weitra und Zwettl eingerichtet und das Kreisamt in Krems fungierte nun als zweite Instanz der Bezirksämter und war auch als Aufsichtsbehörde tätig. Diese verwaltungstechnische Struktur war bis 1867 aufrecht. Mit dem Ausgleich 1867 wurde das Waldviertel in der neuen Verfassung Österreichs von 1867, im Jahr 1868 in Bezirke (bzw. Bezirkshauptmannschaften) eingeteilt und damit der Kreis Ober-Manhartsberg aufgehoben.
Anfangs bestand das Waldviertel aus den Bezirken Horn, Krems, Waidhofen und Zwettl. Der Bezirk Gmünd wurde erst 1899 aus Teilen der Bezirke Waidhofen und Zwettl gebildet. Überdies bestand zwischen 1899 und 1938 der Bezirk Pöggstall, der aus Teilen der Bezirke Amstetten, Krems und Zwettl gebildet wurde.
Das alte Kreisgebilde überdauerte jedoch im Bereich der Justiz als Kreisgericht Krems, das weiterhin die zweite Instanz für die Bezirksgerichte des Waldviertels war. Zudem war das Waldviertel bis zum Inkrafttreten der Nationalrats-Wahlordnung 1971 am 1. Jänner 1971 ein eigener Wahlkreis für Nationalratswahlen mit dem Namen Viertel oberm Manhartsberg. Mit der Nationalrats-Wahlordnung 1992 wurde der Regionalwahlkreis Waldviertel eingeführt.

### Hauptregion

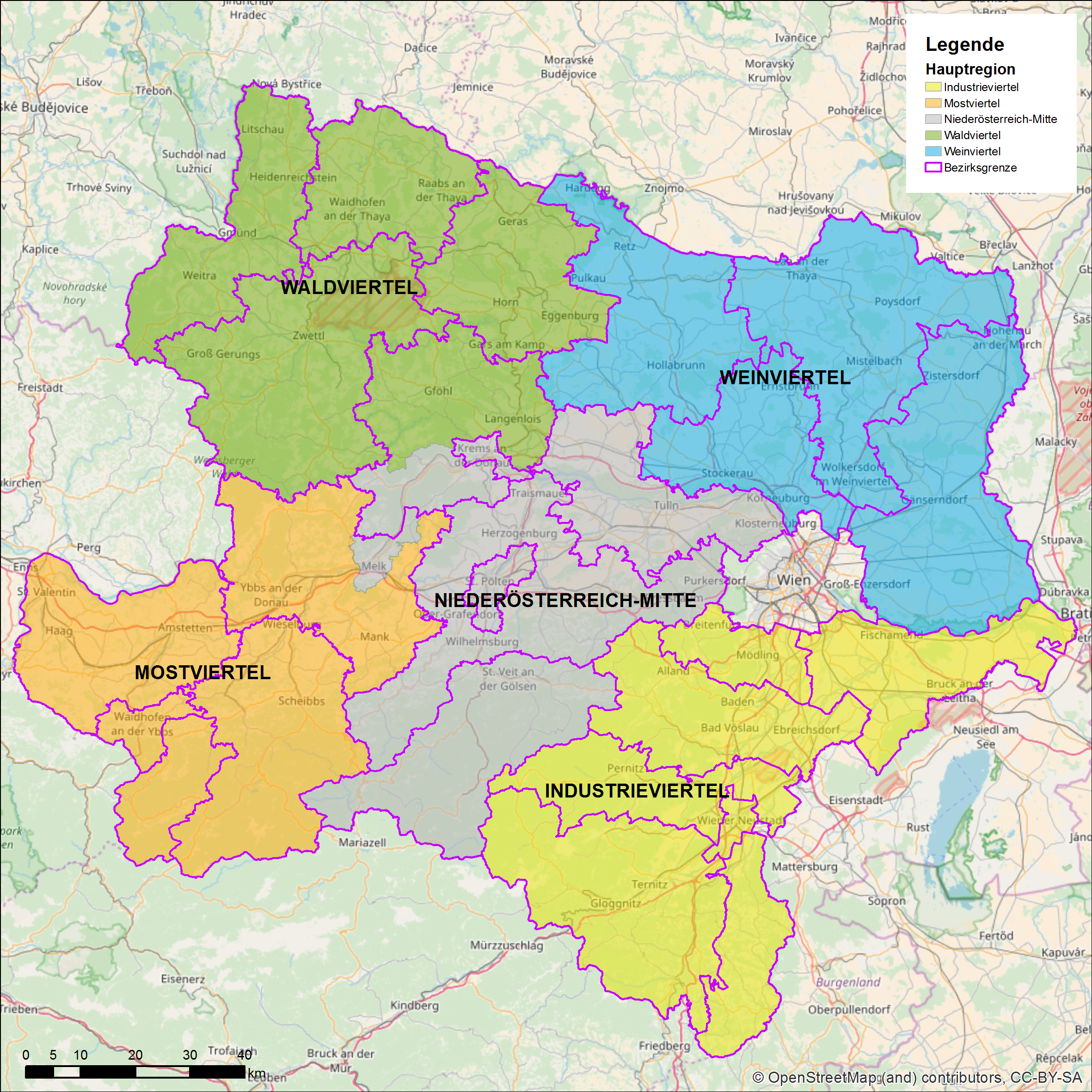
Die Hauptregionen Niederösterreichs

Niederösterreich ist für die Raumplanung in fünf Hauptregionen gegliedert. Der größte Teil des Waldviertels liegt in der gleichnamigen Hauptregion Waldviertel, Ausnahmen sind Krems und die Gemeinden an der Donau, die zu NÖ-Mitte gehören, der Bezirk Melk nördlich der Donau (Hauptregion Mostviertel) und die Gegend um Hardegg, die zur Hauptregion Weinviertel gehört. Die Gemeinden des Bezirks Horn östlich des Manhartsberges gehören dagegen zur Hauptregion Waldviertel.

### Statistikregion
Als Gruppe von Bezirken, das ist die NUTS-3-Ebene der amtlichen EU-Statistik für Österreich umfasst das AT124 Waldviertel (Stand 2015):
- Statutarstadt Krems an der Donau
- Bezirk Gmünd (vollständig)
- Bezirk Horn (vollständig)
- Bezirk Krems (vollständig)
- Bezirk Waidhofen an der Thaya (vollständig)
- Bezirk Zwettl (vollständig)

### Gemeinden
Zum Waldviertel gehören 99 selbstständige Gemeinden mit etwa 228.000 Einwohnern (Stand 2023).

## Geografie und Natur

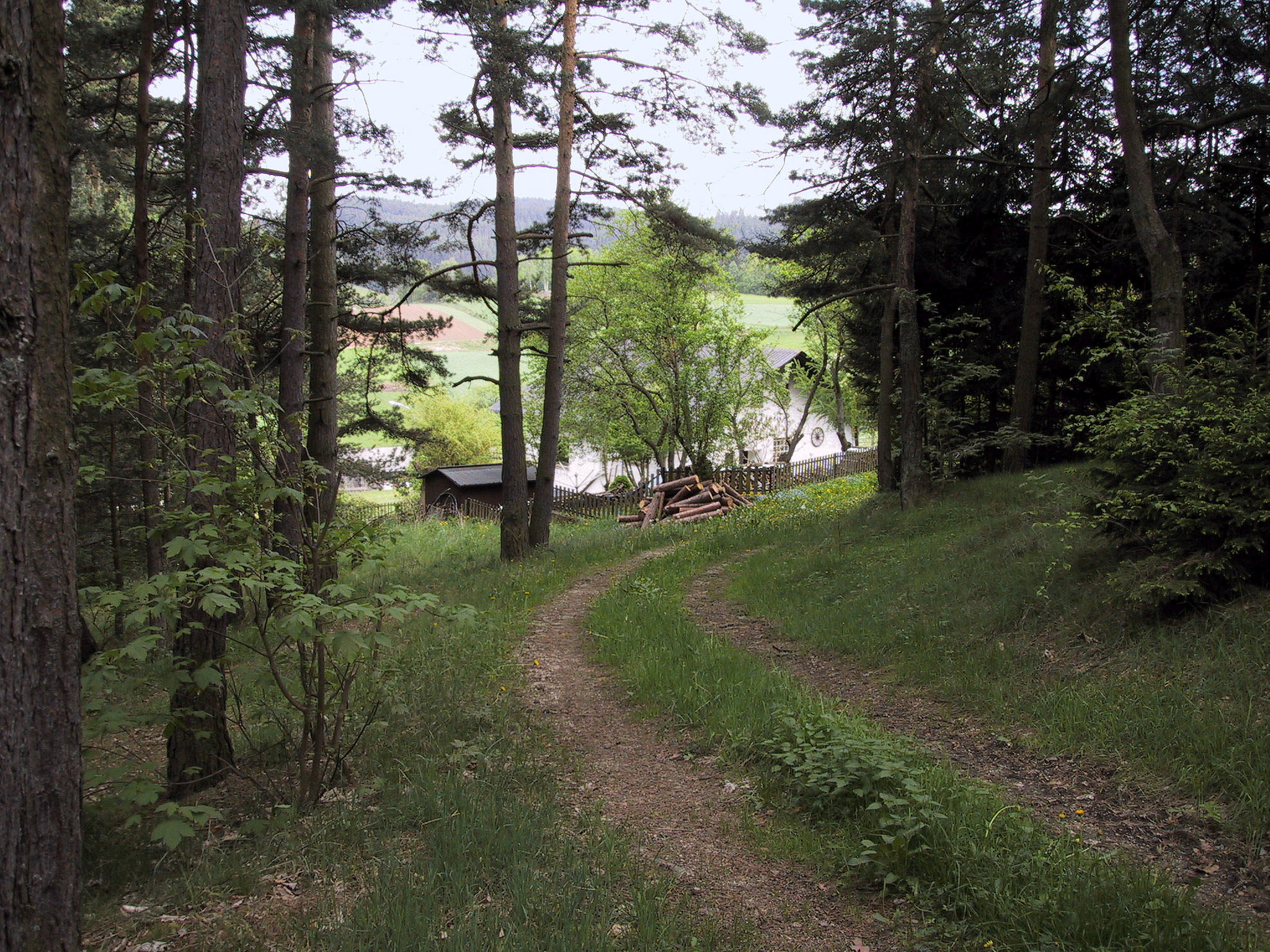
Landschaft bei Riebeis, Gemeinde Rappottenstein

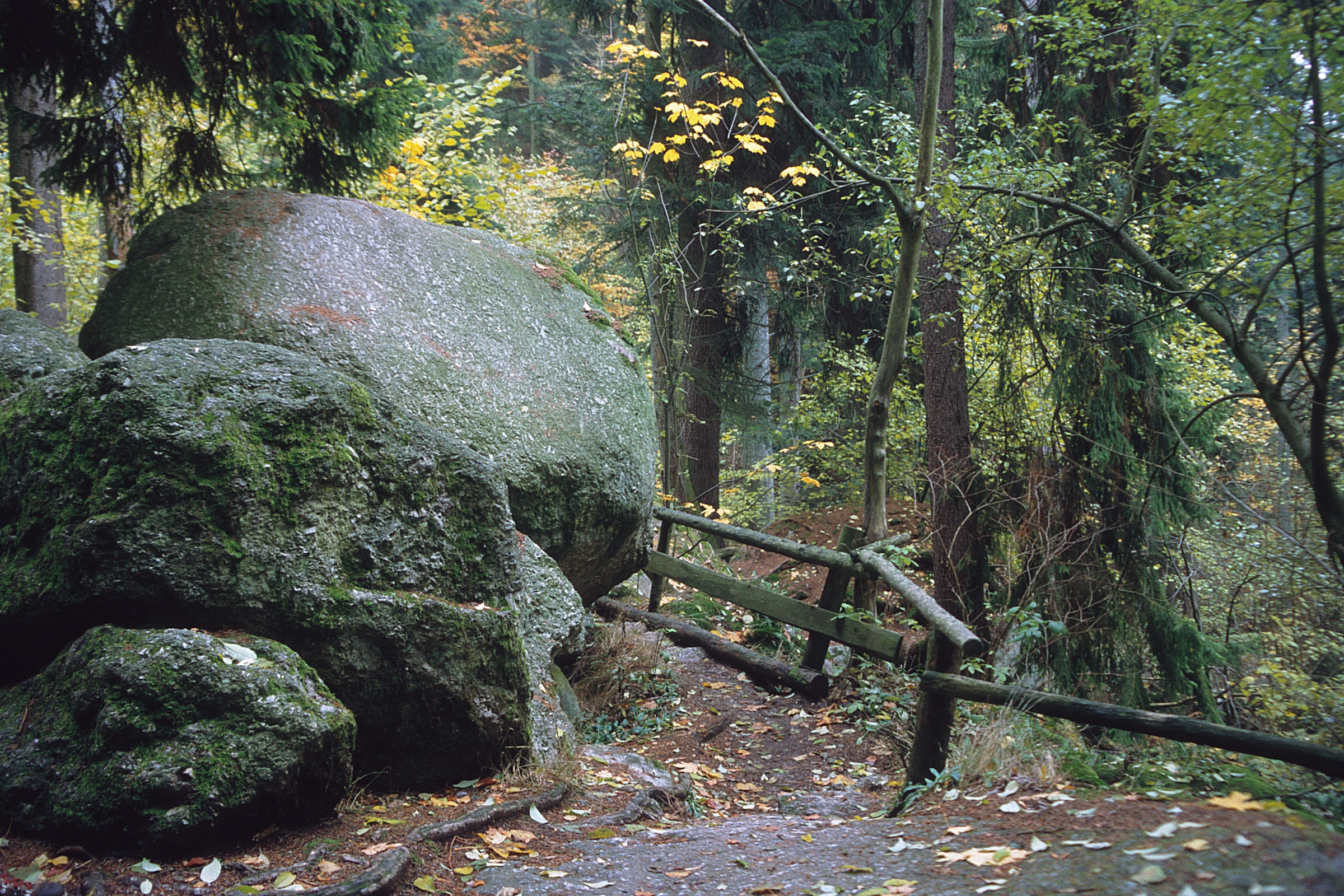
Granitrestling in der Ysperklamm

### Gliederung in Teilräume
Nach dem Naturschutzkonzept von 2015 ist Niederösterreich in 124 Teilräume gegliedert (diese Einteilung wurde bereits in den 1990ern entwickelt), die in 26 Regionen zusammengefasst werden. Ausschlaggebend sind die Grenzen der Hauptregionen, sodass die Einteilung nicht rein naturräumlich ist, sondern sich auch nach der Verwaltungsgliederung orientiert.
Siehe dazu Liste der naturräumlichen Einheiten Niederösterreichs

### Geomorphologie und Geologie
Das Waldviertel ist eine Grundgebirgslandschaft aus Graniten und Gneisen mit Höhen bis 1000 m. Wichtigster Fluss des nordöstlichen Teils dieser nördlich der Donau gelegenen Landschaft ist der Kamp. Nördlich von Krems tritt er in das Donautal, dessen nördliche Hangkante durch alte schotterführende Terrassen, dem sogenannten Wagram, gebildet wird. Das Kamptal ist etwa 100 Meter tief in die Hochfläche des Waldviertels eingeschnitten. Das Waldviertel präsentiert sich heute als eine wellige Rumpffläche der böhmischen Masse, dessen österreichischer Teil als Großlandschaft Granit- und Gneisplateau genannt wird. Es bildet dessen östlichen Rand. Granitblöcke (Restlinge) finden sich an vielen Stellen, wie in der Blockheide Gmünd, einige davon als so genannte Wackelsteine.
Durch Verwitterung rundet sich die Form dieser Felsblöcke allmählich, weil die Erosion an den Ecken stärker wirkt als an den Flächen. Manchmal sind die Felsblöcke noch stärker gerundet, fast in der Form eines Ellipsoids. Sie kann auch durch Druckentlastung entstehen, wenn das Gestein an die Erdoberfläche kommt. Sie finden sich auch im Mühlviertel, im Bayerischen Wald sowie in anderen Gebieten des Böhmischen Massivs. Wegen ihrer auffälligen, glatten Form werden diese Felsblöcke bisweilen als Zierde in manchen Vorgärten platziert.
Weite Teile weisen Verwitterungsböden auf, es gibt aber auch im Randbereich tertiäre Ablagerungen und auch Lößablagerungen (z. B. im Horner Becken und im Donautal).
Geologisch ist das im Westen vorkommende Moldanubikum vom im Osten vorkommenden Moravikum zu unterscheiden, das am Ostrand des Waldviertels unter das Moldanubikum abtaucht. Das Moldanubikum lässt sich weiter in die hauptsächlich aus Paragneisen aufgebaute Ostronger Einheit (Monotone Serie), in die aus verschiedenen Gesteinsserien bestehende Drosendorfer Einheit (Bunte Serie) und die Gföhler Einheit unterteilen, die hauptsächlich aus Granuliten, dem Gföhler Gneis und Amphiboliten besteht. Die schmale Drosendorfer Einheit folgt, von Drosendorf kommend, dem Ostrand des Moldanubikums, biegt dann in südwestliche Richtung ab und erreicht westlich von Gföhl vorbei an Spitz endlich Persenbeug, wo sie südlich der Donau unter jüngere Bedeckung abtaucht. In ihr befinden sich auch Bodenschätze wie Marmor oder Graphit. Westlich davon liegt die Ostronger Einheit und südöstlich die Gföhler Einheit. Alle diese Einheiten bestehen aus hochmetamorphen Gestein der variszischen Gebirgsbildung. Westlich der Linie Sarmingstein–Bad Traunstein–Zwettl–Kirchberg am Walde–Kautzen zieht sich eine aus dem Intrusivgestein Granit bestehende „Insel“, die sich weit bis ins Mühlviertel und nach Tschechien fortsetzt.
Durch das nordwestliche Waldviertel verläuft die europäische Hauptwasserscheide. Die Lainsitz, an der Gmünd liegt, entwässert nach Norden über die Moldau und die Elbe in die Nordsee und bildet so innerhalb Österreichs eine eigene hydrographische Grundeinheit (Flussgebietseinheit Elbe). Alle anderen Flüsse im Waldviertel, vor allem Kamp und Thaya, entwässern wie der Großteil des Landes über die Donau ins Schwarze Meer.

### Berge
Der Tischberg ist mit 1063 Metern der höchste Berg des Waldviertels. Der Große Peilstein ist mit 1061 Metern der höchste Berg im Ostrong-Massiv und der höchste Berg des südlichen Waldviertels.

### Klima

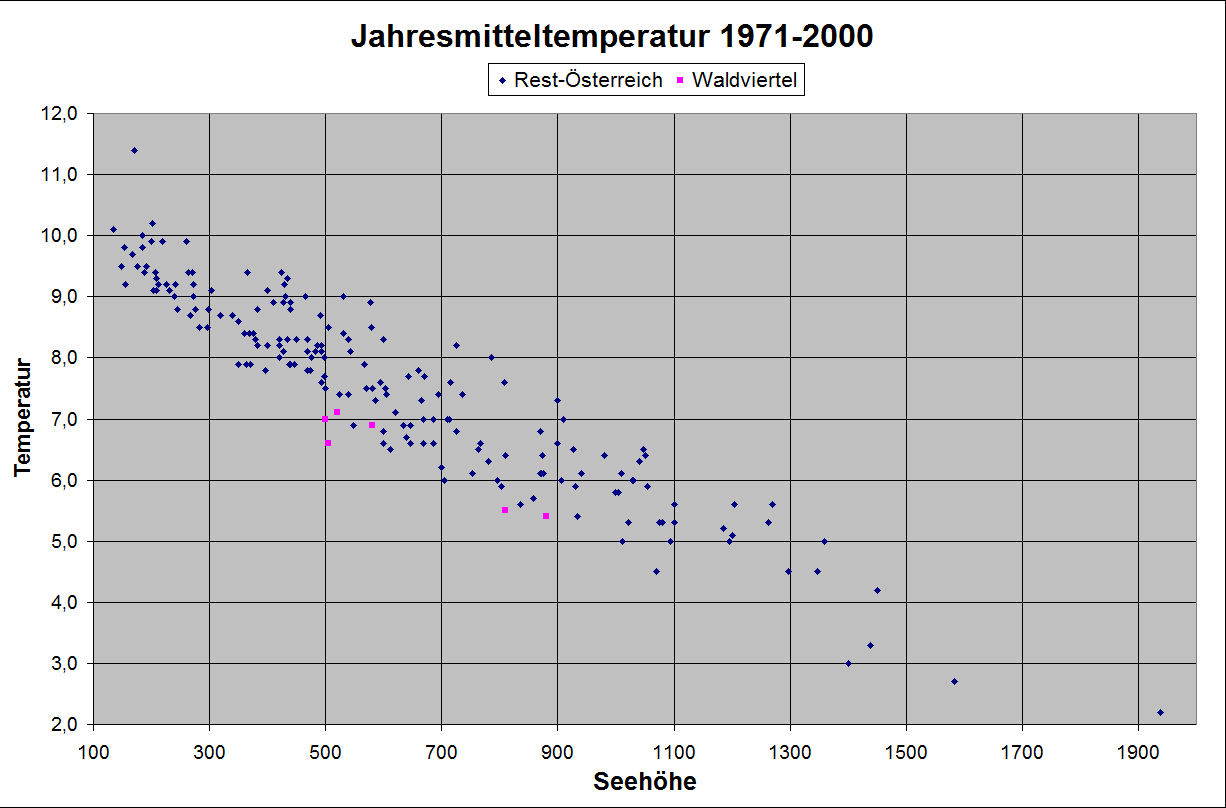
Jahresmitteltemperatur 1971–2000 bewohnter Orte in Österreich abhängig von deren Seehöhe

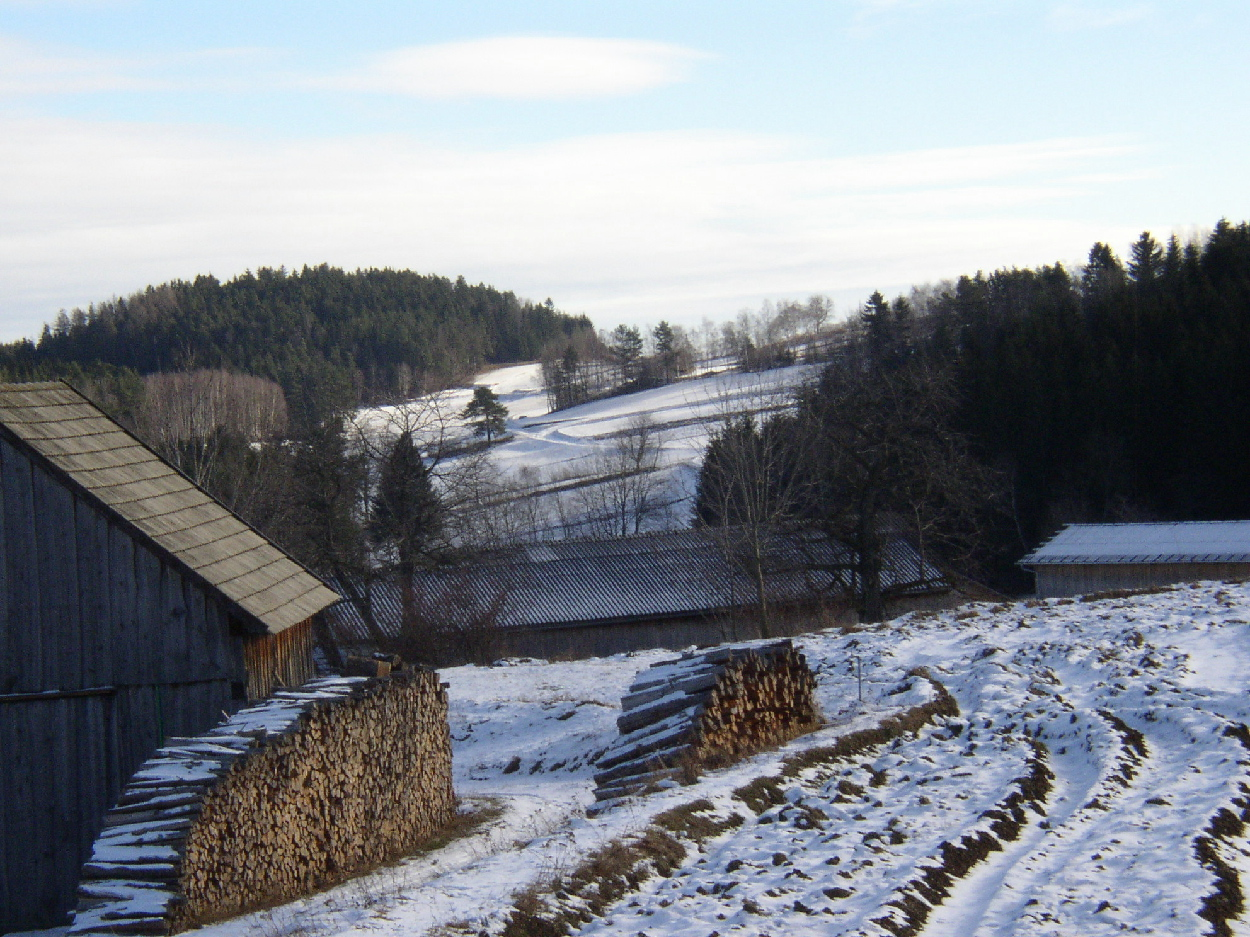
Landschaft bei Weikertschlag, Gemeinde Bad Großpertholz

Im Waldviertel herrscht ein kontinental geprägtes Hochflächenklima vor, das im Westen (Weinsberger Wald) zum atlantisch geprägten Hochflächenklima und im Osten (Manhartsberg, unteres Kamptal) zum pannonischen Klima übergeht. Hier grenzt es an die trockenste Region Österreichs an: das nördliche Weinviertel. Im Waldviertel beträgt die durchschnittliche Jahresniederschlagsmenge 400 mm, in manchen Jahren regnet es nur 250 mm. Im inneren Waldviertel ungefähr zwischen Zwettl und Neupölla befindet sich ein inneres Trockengebiet. Trotz relativ kalter Winter sind deshalb die Schneehöhen eher gering.
Das Klima des Waldviertels ist kalt und rau. Relativ zur Seehöhe weist das Waldviertel die tiefsten Jahresmitteltemperaturen aller Messstationen der ZAMG an bewohnten Orten Österreichs auf, wobei Zwettl darüber hinaus einen Ausreißer nach unten darstellt. Zwettl hält mit −36,6 °C weiters den Temperaturrekord Österreichs für die niedrigste Lufttemperatur an einem bewohnten Ort. Der Winter ist gekennzeichnet durch Schnee und Sonnenschein, der Sommer durch warme, wenig heiße Tage und kühle Nächte. Der Niederschlag nimmt in Richtung Osten ab. Es gibt eine thermische Benachteiligung in den Bezirken Waidhofen/Thaya, Zwettl und Gmünd. Weiters ist das Klima durch kurze Vegetationszeit mit häufigen Früh- und Spätfrösten gekennzeichnet. Die Windhäufigkeit ist hoch, von Herbst bis Mai tritt häufig Nebel auf.
Trotz des kühlen Klimas ist das Waldviertel das größte Rapsanbaugebiet und das zweitgrößte Ackerbaugebiet Österreichs. Die Erträge pro Flächeneinheit sind dabei höher als im Weinviertel oder Alpenvorland. Dies könnte an der hervorragenden Bodenqualität liegen. Durch die Höhenlage bedingt reift die Ernte später, was zu einer Benachteiligung aufgrund Preisverfall und niedriger Erlöse führt.

### Fauna und Flora

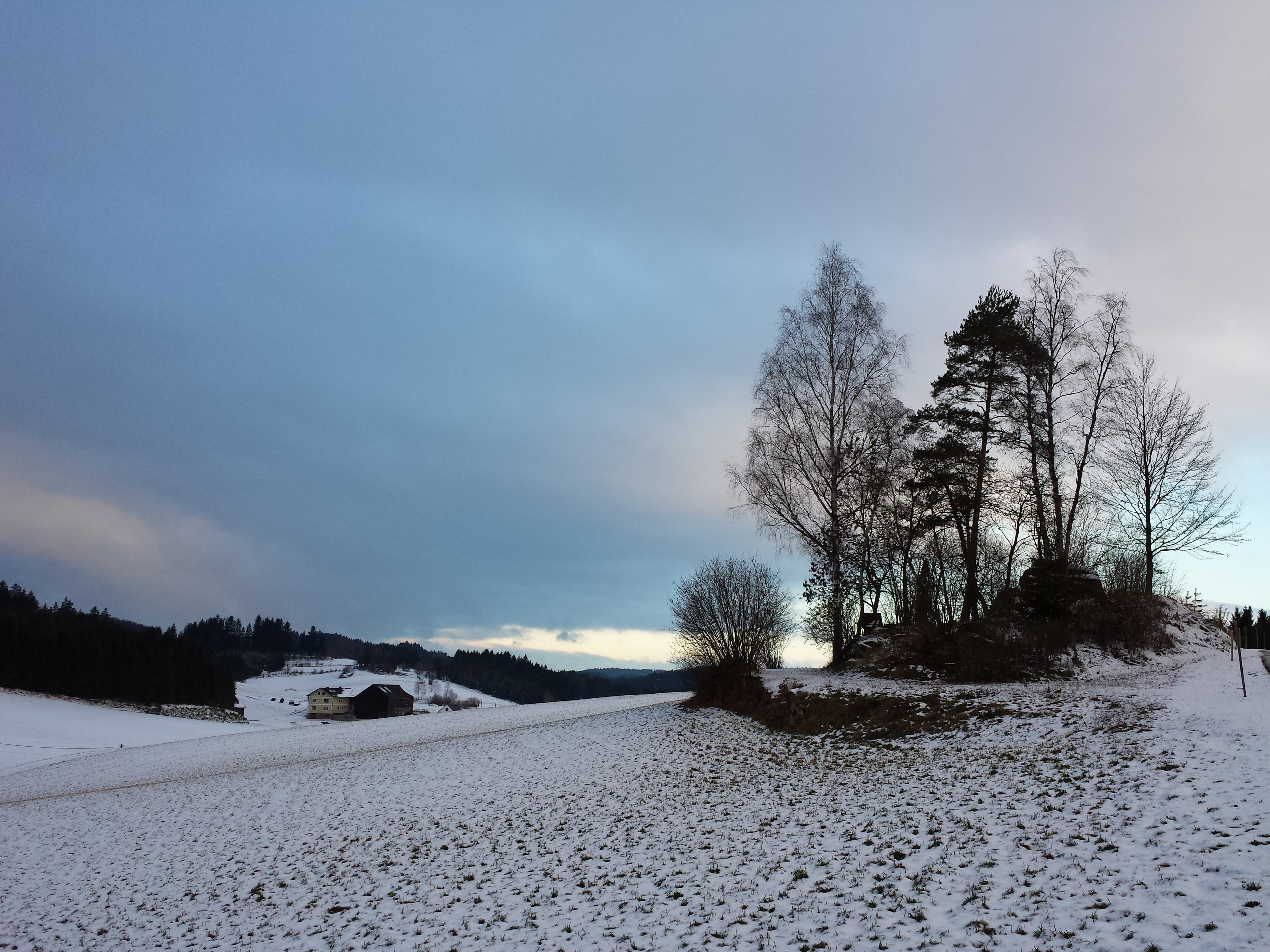
Kleine, bewaldete Bichl (Bühel), die aufgrund des anstehenden Granituntergrunds nicht landwirtschaftlich genützt werden können, bieten vielen Pflanzen- und Tierarten einen wertvollen Lebensraum

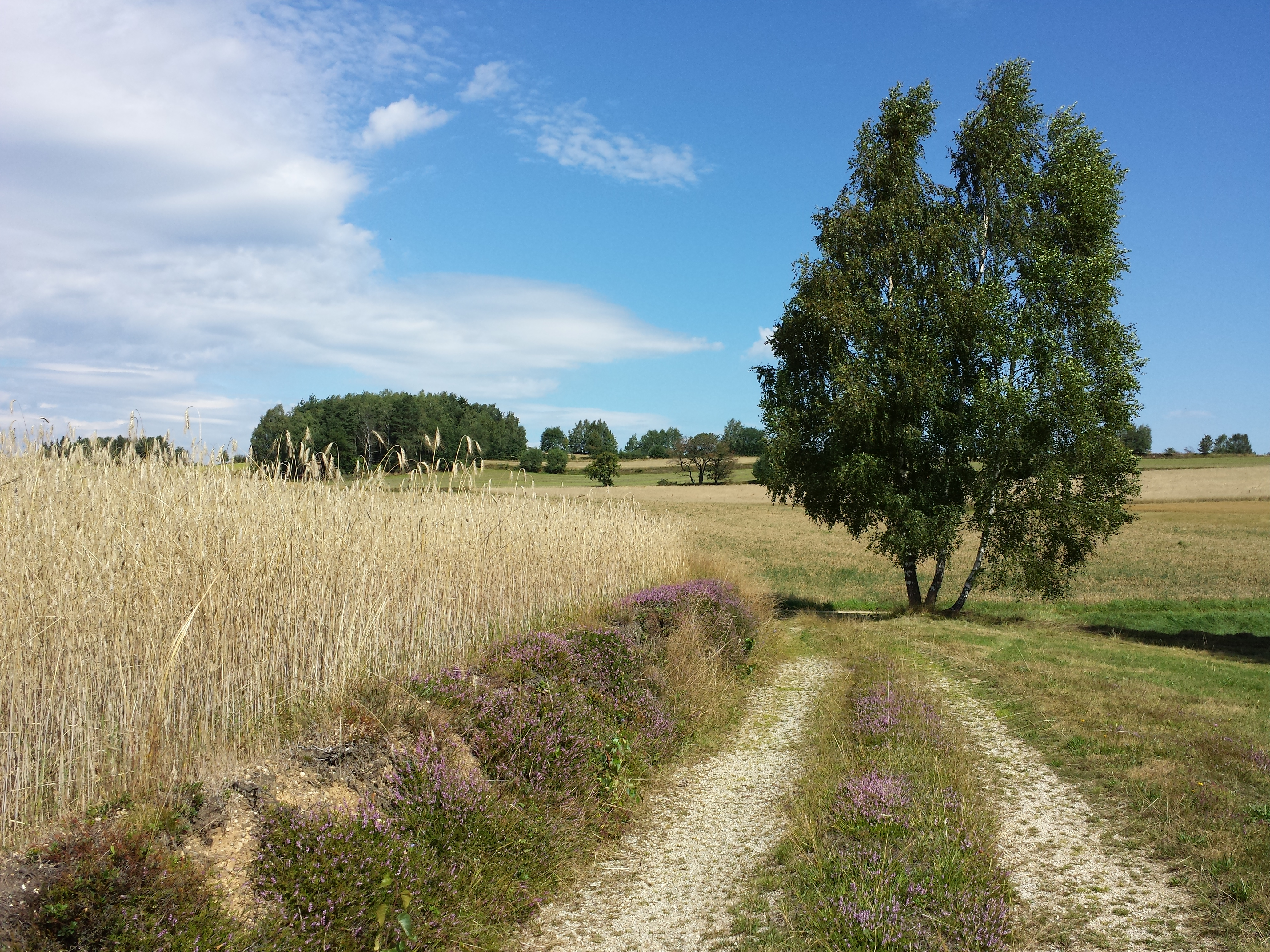
Im westlichen Waldviertel, wie hier bei Griesbach, besteht noch eine kleinteilige, durch vielfältige Elemente geprägte Kulturlandschaft

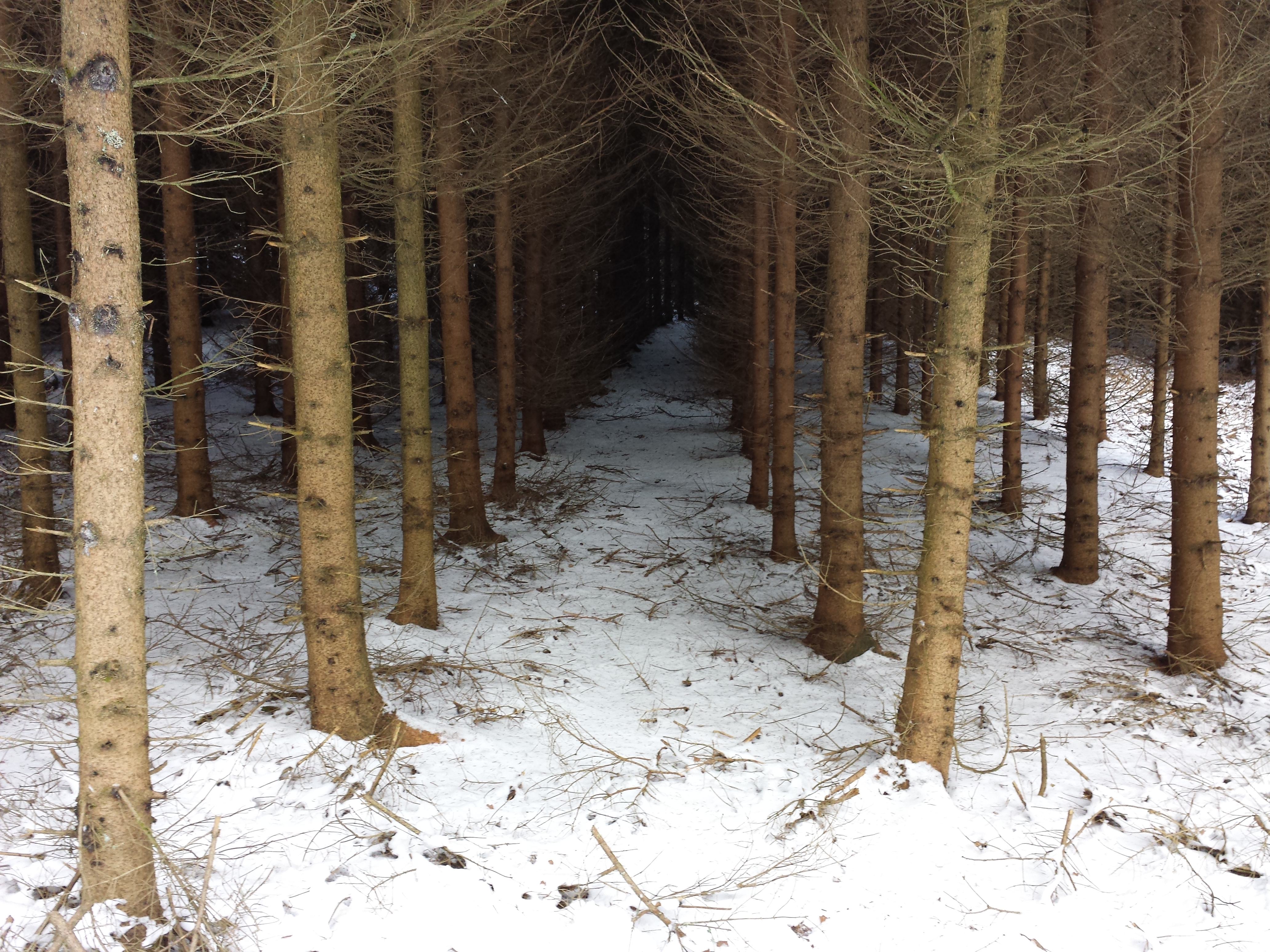
Die weit verbreiteten Fichtenmonokulturen sind ökologisch bedenklich und weisen aufgrund der dichten Abdeckung fast keine Krautschicht auf

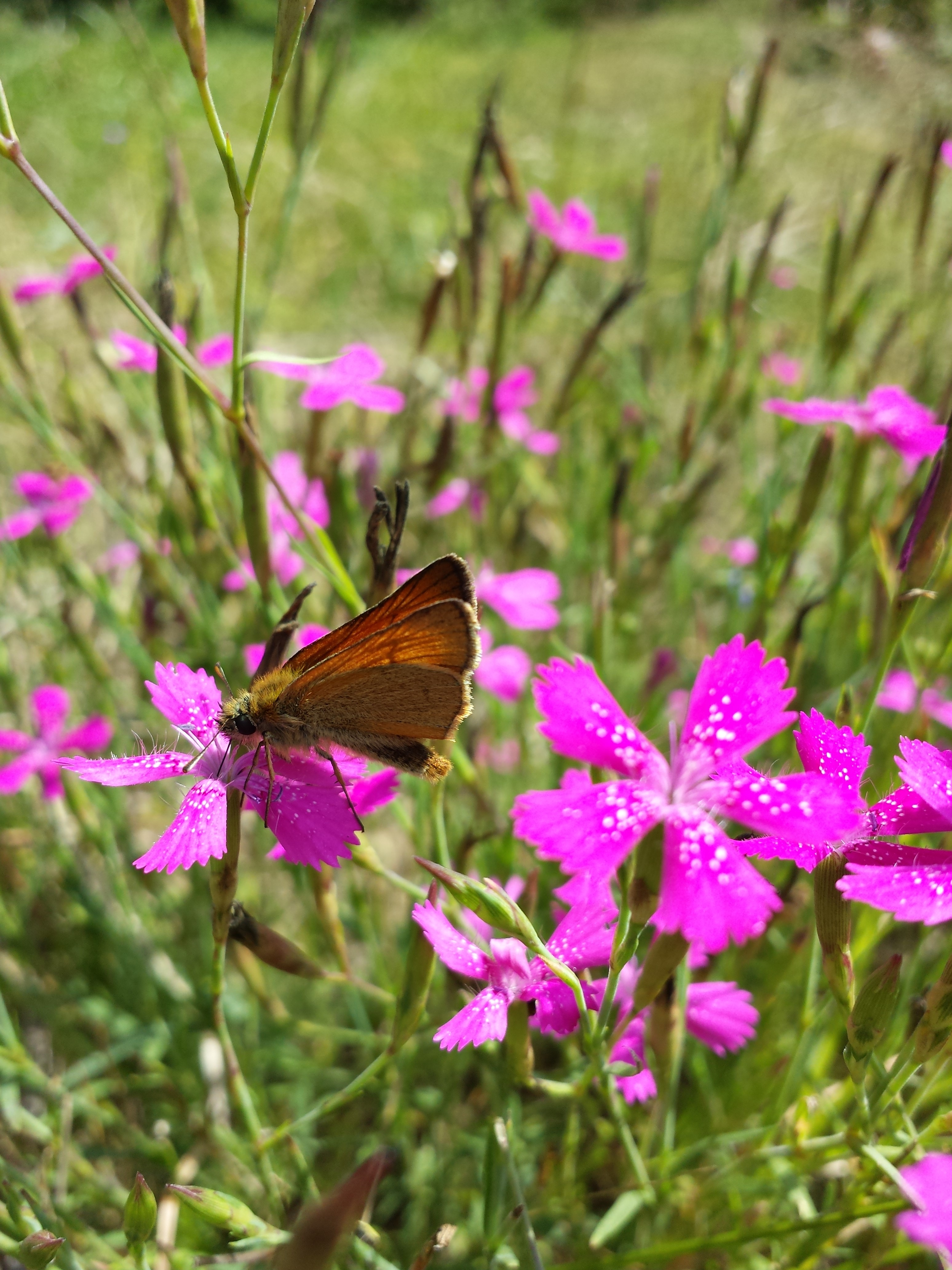
Die Heide-Nelke (Dianthus deltoides) ist ein typisches Florenelement bodensaurer Magerrasen

Aus floristischer Sicht gehört das Waldviertel – so wie der Großteil Österreichs – zur Mitteleuropäischen Florenregion. Nur der Ostrand, wie die Gegend um Retz und Eggenburg, das untere Krems- und Kamptal sowie die südexponierten Hänge der Wachau am Südrand, gehören zur Pannonischen Florenprovinz. Im Gmünder Becken, das im Gegensatz zum Rest von Niederösterreich nicht in das Schwarze Meer, sondern über die Lainsitz in die Nordsee entwässert, macht sich ein gewisser subatlantischer Einfluss bemerkbar. Ein typisches Beispiel sind die Lämmersalatfluren in Äckern im Raum Gmünd-Litschau, die aufgrund der Intensivierung der Landwirtschaft vom Aussterben bedroht sind. Aufgrund der geologischen Zugehörigkeit zur Böhmischen Masse ist der Gesteinsuntergrund überwiegend silikatisch und die Böden daher meist sauer. Das Gebiet erstreckt sich von der submontanen bis in die montane Höhenstufe. Als Habitate sind noch einige geringe Reste naturnaher Laub- und Fichten-Tannen-Buchen-Wälder, bodensaure Fichtenwälder und -Forste, Hochmoore, trockene Sonderstandorte über Granit, stark bodensaure Sandböden und Äcker, in Zerstörung begriffene Silikatmagerrasen und Feuchtwiesen sowie seit dem Mittelalter angelegte Fischzuchtteiche vorhanden.
Während der Eiszeiten war das Waldviertel stets unvergletschert und wies damals eine Kältesteppenvegetation ähnlich einer Tundra auf. Mit der vor rund 12.000 Jahren einsetzenden Erwärmung wanderten die während der letzten Eiszeit nach Süden verdrängten Baumarten Föhre, Birke, Fichte, Eiche, Buche und Tanne wieder ein, bis das Gebiet zur Zeit von Christi Geburt von einem geschlossenen Urwald überzogen war. Erst an der Wende vom 11. zum 12. Jahrhundert setzte eine planmäßige Besiedlung durch den Menschen ein, welche mit Waldrodungen verbunden war. Im damals ohne nennenswerte technische Hilfsmittel geführten Kampf gegen die Natur schuf der Mensch eine kleinteilig strukturierte Kulturlandschaft und eine Vielfalt neuer Habitate. Dadurch konnten Arten aus anderen Arealen einwandern, wurden unbeabsichtigt vom Menschen eingeschleppt oder es konnten sogar neue Arten entstehen und die Biodiversität wurde deutlich erhöht. Im Wald wurden Rodungsinseln angelegt und der Boden in kleinen, schmalen Parzellen auf die Lehner aufgeteilt. Es entstand ein vielfältiges Landschaftsmosaik aus Äckern, Wiesen, Streuobstwiesen, Weiden und Teichen, welche untereinander oft durch Feldraine, Hecken und Böschungen getrennt waren. Es entstanden typische Stufenrainlandschaften und durch die mühevolle Anlage der Raine konnte die Bodenerosion wirksam verhindert werden. Innerhalb der landwirtschaftlich genützten Flächen befindliche, aus dem Gesteinsuntergrund emporragende Felsbildungen, führten zur Entstehung von kleinen, bewaldeten Bicheln (Büheln), welche zusammen mit den Rainen, Klaubsteinhaufen und Hecken wertvolle und abwechslungsreiche Lebensräume für viele Arten bieten. An besonders mageren Stellen entstanden lichte Föhrenheidewälder mit den sehr langsam wachsenden und sehr genügsamen Rot-Föhren sowie Heidelbeere und Preiselbeere in der Krautschicht. Aufgrund der steigenden Holzbedarfs wurden im Waldviertel immer mehr Wälder gerodet und Holz wurde teilweise, z. B. in der Umgebung der Glashütten zur Mangelware.
Ab der Zeit der Industrialisierung erhielt der Mensch unter anderem in Form von schweren Maschinen, Kunstdünger und Drainagesystemen Techniken, welche mit geringem Aufwand schwerste Eingriffe in die Natur ermöglichen. Neben der Zerstörung durch Siedlungen, Verkehr und Industrie stellen im Waldviertel vor allem Flurzusammenlegungen und die Zerstörung von Kleinstrukturen mit Hilfe von Planierraupe und Felssprengungen, um die Flächen mit größeren Maschinen leichter bearbeiten zu können, eine große Gefahr für die Natur und jahrhundertelang gewachsene Kulturlandschaft dar. Wurden Wiesen bis zur Zeit des Zweiten Weltkriegs überhaupt nicht gedüngt und der wertvolle Mist für die Äcker aufgespart, werden heute viele Wiesen intensiv mit Kunstdünger behandelt, früh und oft gemäht, umgebrochen und standortfremde Arten eingesät. Dadurch wird die ursprüngliche, vielfältige Artengesellschaft vernichtet und es entstehen artenarme Intensivwiesen. Eine weitere Gefahr stellt die Aufforstung an allen möglichen und unmöglichen Stellen – wie z. B. in Erlenbachauen – mit ökologisch problematischen Fichtenmonokulturen dar. Die mannigfaltigen und qualitativ hochwertigen Feuchtgebiete sowie die Moore wurden und werden teilweise durch Regulierungen und Trockenlegungen vernichtet. Aufgrund dieser Eingriffe kam es an manchen Orten zu einem deutlichen Rückgang der Habitat- und Artenvielfalt und viele ehemals häufige Arten, wie z. B. Raubwürger, Wachtelkönig, Lämmersalat, Wildkatze und Luchs sind heute gefährdet, vom Aussterben bedroht oder im Gebiet bereits ausgestorben.

## Geschichte

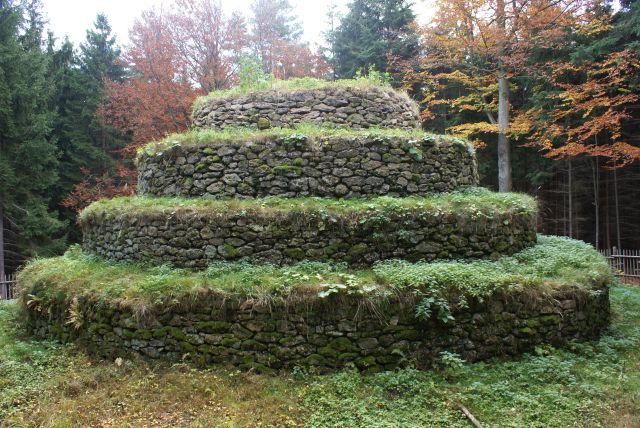
Stufenkegel im Waldviertel bei Ober Neustift (Gemeinde Groß Gerungs)

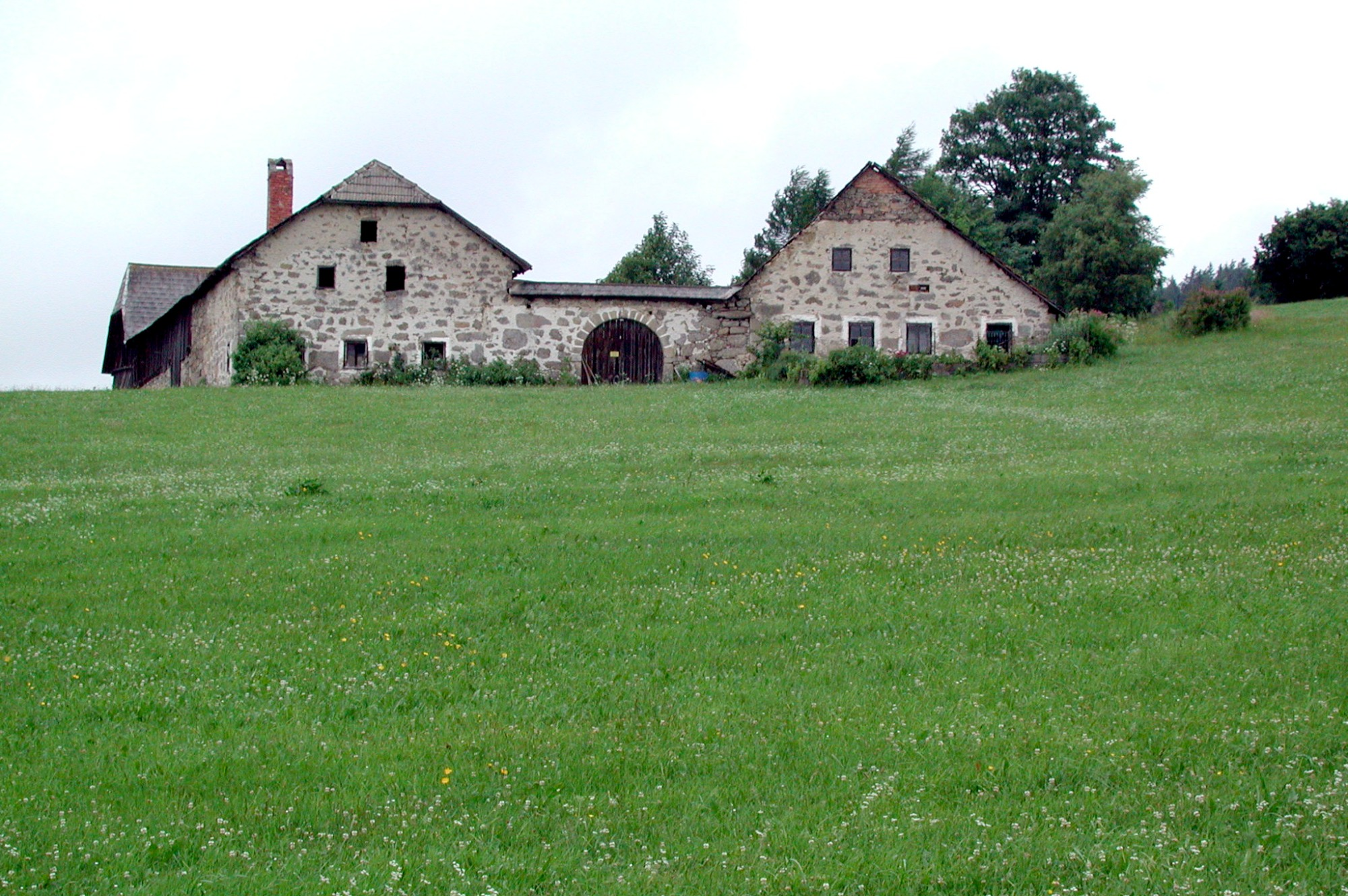
Heute nicht mehr vorhandenes Gehöft bei Langschlag (2002)

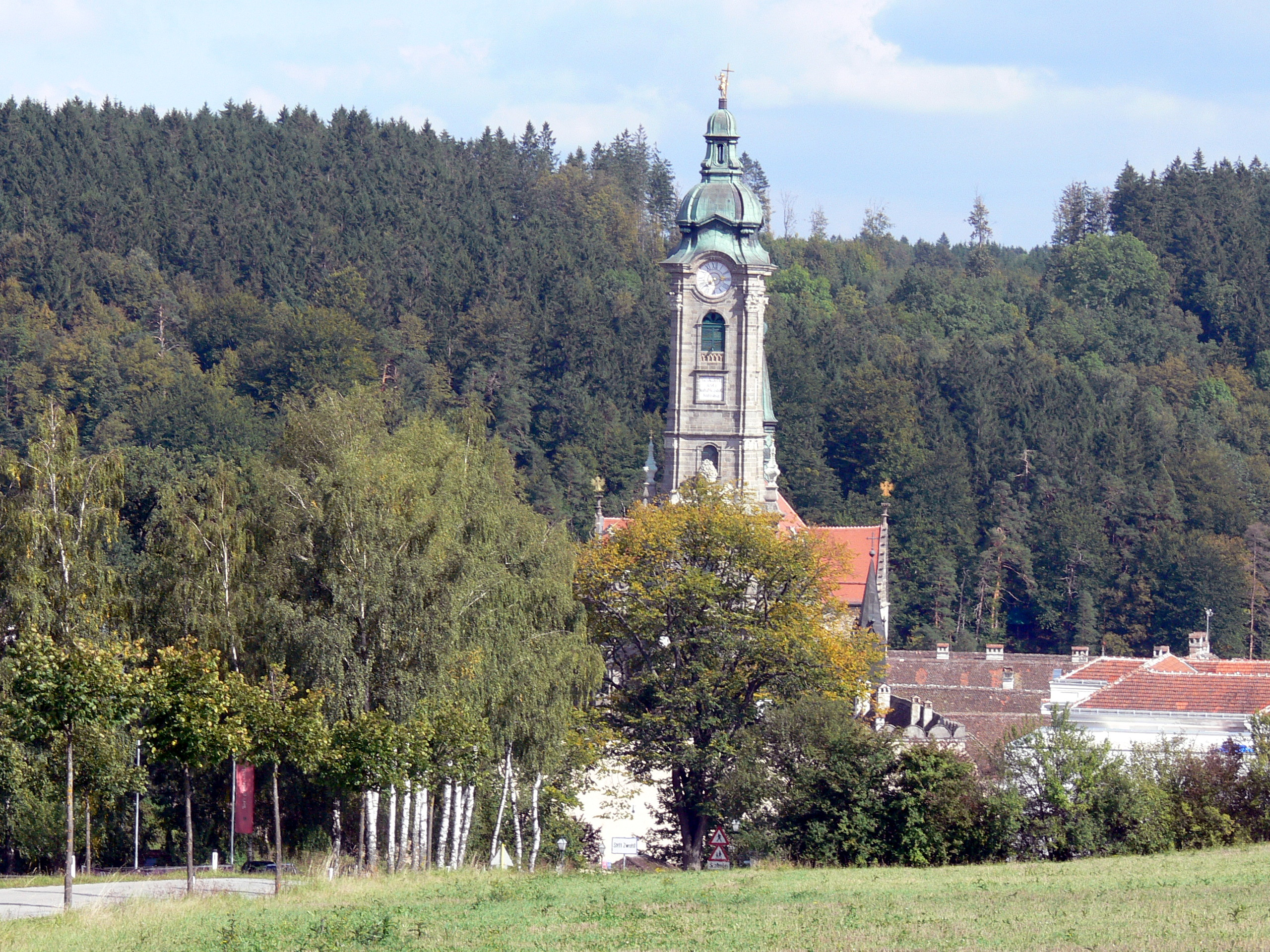
Stift Zwettl

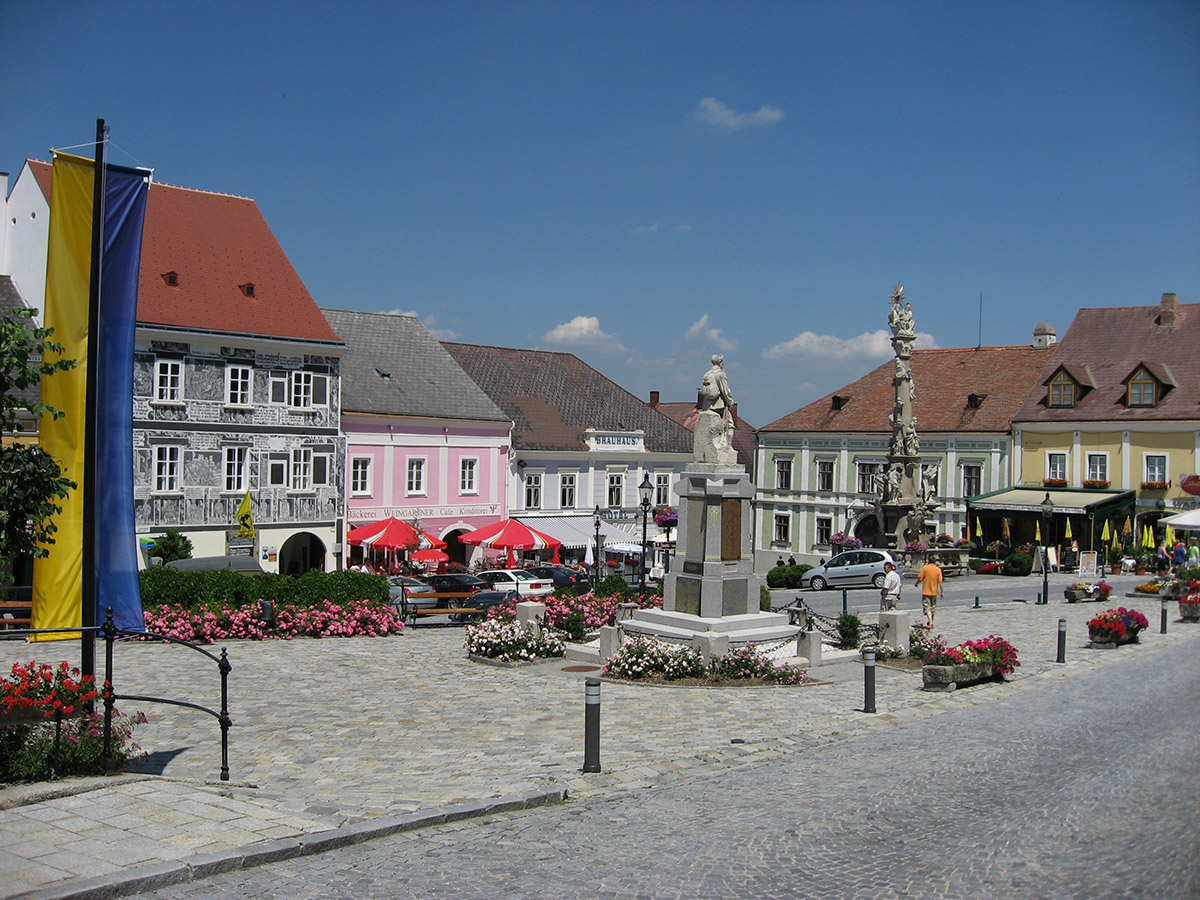
Stadtplatz von Weitra

### Urzeit
Aus dem Pleistozän stammen die ersten nachgewiesenen Spuren des Menschen. Es sind rund 50.000 Jahre alte Werkzeuge und sonstige Hinterlassenschaften des Neandertalers, die in einer Höhle unterhalb der Ruine Hartenstein im Kremstal gefunden wurden.
Zahlreiche Nachweise des eiszeitlichen Menschen liegen dann erst wieder für die Zeit der jüngeren Altsteinzeit vor, die 20.000 bis 30.000 Jahre alt sind. Diese Rast- und Siedlungsplätze wurden im südlichen Randbereich des Waldviertels, in der Wachau und in angrenzenden Gebieten (am bekanntesten die Fundorte Krems, Willendorf, Aggsbach, Stratzing), im Kamptal (Gobelsburg, Kammern, Kamegg, Langenlois, Zitternberg) und im Horner Becken festgestellt. Weltberühmt sind die Menschenplastiken von Willendorf und Stratzing. Auch Nachweise der Musikausübung (Flöten von Kammern und Gudenushöhle, jüngere Schichte) sind gefunden worden. Ein eigenes Kapitel sind die zahlreichen Fundstellen des Plateaulehmpaläolithikums in der Thayagegend, hauptsächlich im Land um Drosendorf, deren nähere Datierung innerhalb des Paläolithikums noch umstritten ist.
Nur spärlich dokumentiert ist der Übergangshorizont zum Neolithikum, das sogenannte Mesolithikum, das durch Fundstellen in Limberg, Kamegg, Horn, Mühlfeld und Rosenburg bekannt geworden ist.
Die im 6. Jahrtausend einsetzende bäuerliche Lebensweise (Neolithische Revolution) ist vor allem im Horner Becken, aber auch um Eggenburg und Weitersfeld durch Siedlungen der ältesten Linearbandkeramik vertreten. Es folgen in denselben Räumen Siedlungsnachweise der Notenkopfkeramik, der Stichbandkeramik, der Bemaltkeramik (Lengyel-Kultur) und endneolithische Erscheinungen (wie Schnurkeramik und Glockenbecherkultur etc.). Das Altneolithikum des Waldviertels ist durch seine anthropomorphen und auch zoomorphen Plastiken (Idole) besonders geprägt.
Die urzeitliche Besiedlung umfasste hauptsächlich die östlichen und südlichen Randgebiete des Waldviertels (Manhartsberggebiet, Bereich der Thaya und Randbereiche des Donautales). Das „Hohe Waldviertel“ war anscheinend nahezu unbesiedelt. Es gibt kaum Anhaltspunkte für Siedlungsplätze und auch nur wenige Einzelfunde in den Bezirken Gmünd und Zwettl.
Die gute Kenntnis der urzeitlichen Besiedlung und der gute Forschungsstand sind der Lokalforschung zu verdanken. Diese begann 1837 mit Candidus Ponz und reicht über Johann Krahuletz, Josef Höbarth, Franz Xaver Kießling, Raimund Bauer, Theobald Wolf, Robert Kammerzell, Friedrich Berg, Ingo Prihoda, Alois Gulder und Hermann Maurer bis in die Gegenwart.
Mit der Erforschung des Waldviertels beschäftigt sich auch der Geschichtsverein Waldviertler Heimatbund, der seit 1952 die vierteljährlich erscheinende Zeitschrift „Das Waldviertel“ und Waldviertel-Bücher in einer Schriftenreihe herausbringt.

### Antike
Die um etwa 2000 v. Chr. einsetzende Bronzezeit ist sowohl für die frühen, mittleren als auch späten Abschnitte nachgewiesen (Aunjetitz-, Veterovkultur, Hügelgräberbronzezeit, Urnenfelderkulturen). Bedeutende Siedlungen und Hügelgräber kennt man z. B. von Roggendorf bei Eggenburg, Kamegg, Baierdorf und Theras. Ab etwa 750 v. Chr. ist die Hallstattkultur belegt. Große Siedlungen und Gräberfelder (Gars/Kamp, Maiersch) stammen aus diesem Zeithorizont. Die nachfolgende Latènezeit (späte Eisenzeit) kennt man bereits durch zahlreiche Siedlungen der Frühphase (Typus Kamegg-Poigen-Maiersch). Die Spätphase ist durch Siedlungen, die auch befestigt sein können (Altenburg, Umlaufberg), in Weitersfeld, Oberthürnau, Obermixnitz und Mühlbach am Manhartsberg vertreten.
Ein Grabfund aus Horn zeigt die Ausrüstung des keltischen Kriegers (Lanze, Schwert, Schild). Die Einverleibung der süddanubischen Gebiete des keltischen Königreichs Noricum in das Römische Reich 15 v. Chr. brachte für die nördlich der Donau gelegenen Gebiete vorerst keine Veränderungen. Im heutigen Waldviertel lebten die Kelten ungestört weiter. Erst die im Laufe des ersten nachchristlichen Jahrhunderts einwandernden Germanen veränderten die kulturelle Landschaft. Ab dem zweiten Jahrhundert siedelten im östlichen Randbereich des Waldviertels Markomannen. Große Siedlungen sind von Horn, Maiersch und Straning bekannt. An geeigneten Orten, wo Raseneisenerz oder Magnetit ansteht, wurden – wie bereits vorher von den Kelten – ausgedehnte Eisenverhüttungsanlagen errichtet. Die größte Anlage erstreckt sich beidseits der Taffa in der Katastralgemeinde Strögen. Mit dem Zusammenbruch der römischen militärischen Ordnung im südlichen Niederösterreich erfolgte eine Veränderung des gesamten Siedlungsraumes durch die Völkerwanderung. Von den zahlreichen germanischen Stämmen, die Niederösterreich durchzogen, ist im Waldviertel bisher nur wenig gefunden worden.
Es gibt gotische und langobardische Gräber, die meist nur dürftig ausgestattet sind. Nach dem Abzug der Langobarden Mitte des 6. Jahrhunderts nach Italien rückten in Niederösterreich awarische reiternomadische Bevölkerungsgruppen ein. Einige Gräber und Einzelfunde sind dafür auch aus dem Waldviertel bekannt. Die in der Folge einwandernden slawischen Menschengruppen sind etwa ab dem 8. Jahrhundert im Waldviertel spärlich nachweisbar. Im 9. und 10. Jahrhundert gab es bereits größere slawische Siedlungen und auch befestigte Anlagen, wie die „Schanze“ oberhalb von Thunau am Kamp.

### Mittelalter
Das Waldviertel wurde als Teil der Marcha orientalis schon früh weiter kolonisiert. Nach den Ungarneinfällen kam es zu einem planmäßigen Landesausbau durch Rodung unter den Babenbergern als Markgrafen ab 976. Im 11. Jahrhundert beteiligten sich daran viele geistliche und weltliche Herren durch die Gründung von Propsteien und Burgherrschaften, insbesondere längs der Donau. Dazu gehörten das Hochstift Passau, das Hochstift Salzburg, aber auch Klöster, darunter Kloster Niederaltaich und Kloster Tegernsee, sowie altbaierische edelfreie Geschlechter wie die Kuenringer, die Herren von Formbach und Pitten, von Rauheneck, Ottenstein, Lichtenfels, Arnstein, Grie-Ranna, Poigen-Regau, Plain und andere. Die Rodung des Urwaldes (silva nortica) erschloss neue Siedlungsräume. Es entstanden die ältesten Burganlagen in der Nähe der Dörfer.

### Neuzeit
Zeitweise galt das wirtschaftlich benachteiligte und strukturschwache Waldviertel als ein „Armenhaus“ der Donaumonarchie. Erst das Aufblühen der Holz-, Glas- und Textilindustrie sorgte nebst der Landwirtschaft für bescheidenen Wohlstand. Der Bau der Franz Josephs-Bahn sowie die Errichtung von Lokalbahnstrecken sorgte für einen besseren Anschluss und ein sanftes Aufblühen der Region. Vor allem das Kamptal (Rosenburg) und das Thayatal (Drosendorf) entwickelten sich zu Sommerfrischen.
Der deutschnationale Politiker Georg Ritter von Schönerer, geistiger Wegbereiter Adolf Hitlers, war auf Schloss Rosenau ansässig. Schon früh erstarkte daher der Nationalsozialismus in der Region, bereits 1920 hielt Hitler eine Versammlungsrede der NSDAP in Gmünd. Bei der Nationalratswahl 1930 betrug der Stimmenanteil für die Nationalsozialisten bereits 10 Prozent. 1932 regierten u. a. in Zwettl und Gmünd nationalsozialistische Bürgermeister. Das Waldviertel wurde in der NS-Zeit auch Ahnengau genannt, da Hitlers Familie aus der Region stammte. Um dies jedoch ein wenig zu verschleiern, wurde u. a. der Truppenübungsplatz Allentsteig angelegt.

## Wirtschaft und Infrastruktur

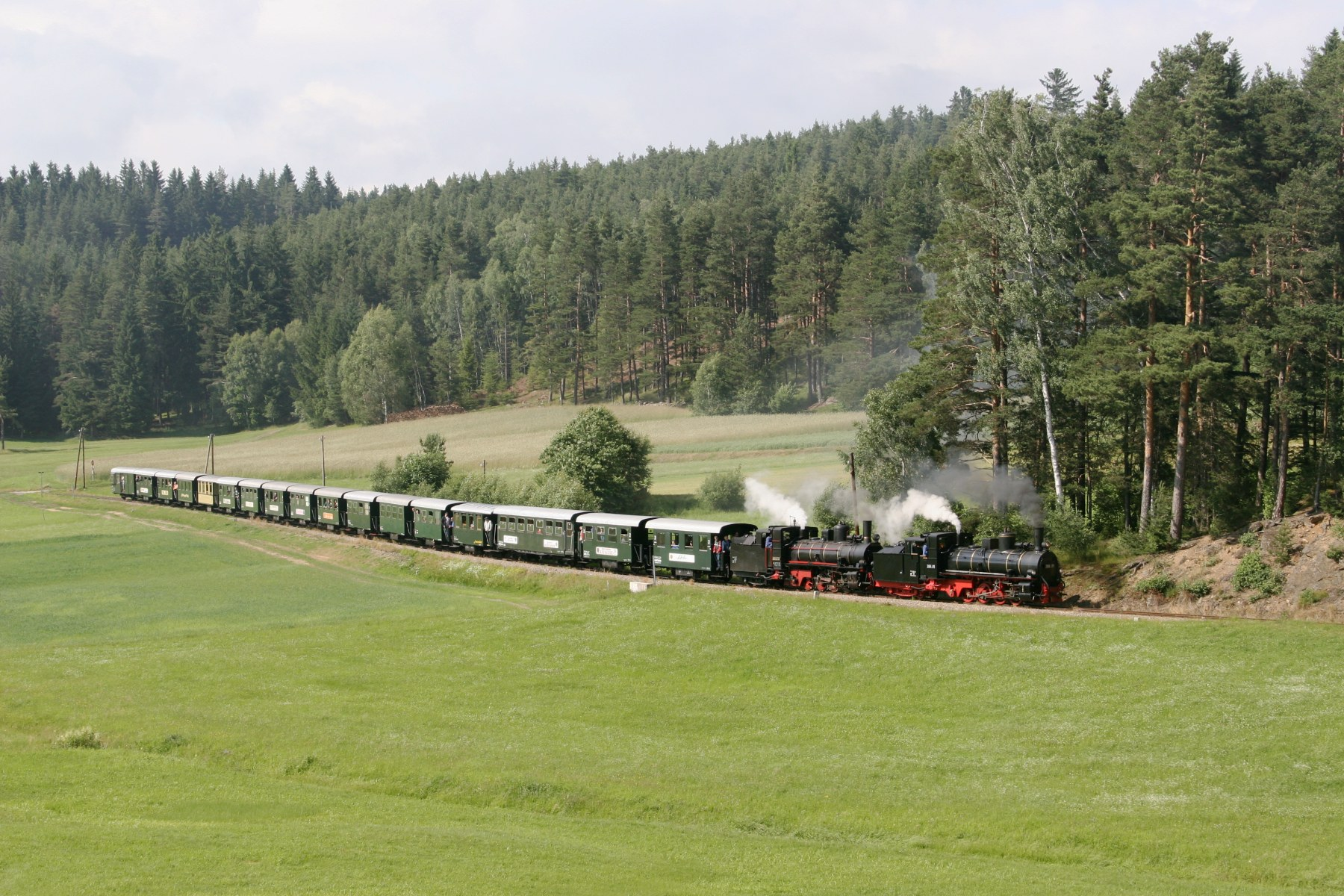
Waldviertler Schmalspurbahnen bei Langschlag

Das Waldviertel ist von jeher ein strukturschwaches Landwirtschaftsgebiet. Neben der Landwirtschaft entstand hier sehr zeitig eine Textilindustrie, die sich aus den zahlreichen Kleinwebereien entwickelte. Auf vielen Bauernhöfen stand vorher ein Webstuhl, auf dem die Schafwolle des eigenen Hofes verarbeitet wurde. Speziell Bandwebereien und Flechtereien entstanden hier, die dem Waldviertel auch den Beinamen Bandlkramerland gaben. Auch nach dem Zweiten Weltkrieg war das Waldviertel durch den Eisernen Vorhang stark benachteiligt. Erst durch die Öffnung konnte das Waldviertel durch das neue Hinterland wirtschaftlich aufholen.
Im Raum Karlstein an der Thaya hatte sich eine Uhrenindustrie gebildet, man nennt diese Region auch „Horologenland“. Österreichs einzige Uhrmacherfachschule ist hier situiert.
Im Jahre 1984 wurde die Waldviertler Schuhwerkstatt in Schrems von Sozialminister Alfred Dallinger ins Leben gerufen. Es war ein Projekt zur Bekämpfung der Arbeitslosigkeit und ist inzwischen ein international agierender Betrieb. 2009 kaufte die Schuhwerkstatt eine Lagerhalle der insolventen Ergee.
Durch den Holzreichtum einerseits und den vorhandenen Quarz (oder Kies, wie er hier bezeichnet wird) wurden seit dem Mittelalter mehr als 120 Glashütten gegründet. In historischen Zeiten waren Waldviertler Sande gute Rohstoffe für die Waldglas-Produktion, besonders für farbige Gläser. Einige dieser Manufakturen haben sich bis heute erhalten und spielen nach wie vor eine wirtschaftliche und kulturelle Rolle. Im 19. Jahrhundert markierte die wissenschaftlich-technische Revolution das Aus für viele kleine Hütten und brachte moderne Großbetriebe mit maschineller Massenproduktion hervor. Eine Schlüsselfigur in diesem Fortschritt der Glaserzeugung war Carl Anton Stölzle, der zahlreiche Glashütten erwarb und damit der Glasindustrie zu neuem Aufschwung verhalf. Daraus entstand die heutige Stoelzle-Glasgruppe. Mehrere Glasmuseen erinnern an die Geschichte dieses Wirtschaftszweigs.
Durch den Rückgang der Landwirtschaft ist die Waldfläche in der Zunahme begriffen. In der ursprünglich textilen Region des Waldviertels sind überhaupt nur mehr wenige Textilbetriebe übrig geblieben; zu den größten gehören die Firma „Herka Frottier“ in Kautzen und die Firma „Framsohn Frottier“ in Heidenreichstein. Als letzter Traditionsbetrieb stellte Joh. Backhausen & Söhne im Jahr 2023 die Produktion ein.
Im Tourismus setzt man vornehmlich auf sanften Tourismus und Wellnesstourismus wie im Moorbad Harbach, im Sole-Felsen Bad in Gmünd oder im Frauengesundheitsresort La Pura (vormals Dungl-Hotel) in Gars am Kamp. Im Unterschied zu anderen Regionen Niederösterreichs hatte das Waldviertel in den vergangenen Jahren einen permanenten Zuwachs im Bereich der Tourismuswirtschaft zu verzeichnen. Allein 2009 stieg die Anzahl der Nächtigungen im Vergleich zum Vorjahr um über sieben Prozent.
Viele landwirtschaftliche Produkte, wie der Waldviertler Graumohn und daraus hergestellte Artikel, werden vermarktet – zum Beispiel im „Mohndorf“ Armschlag. Die Landwirtschaft setzt sehr stark auf Direktvermarktung (Ab-Hof-Verkauf) in den Wiener Bereich. Auch die Fischzucht in vielen Fischteichen, die massiv zur Zeit der Kaiserin Maria Theresia angelegt wurden, um die immer wieder auftretenden Lebensmittelknappheiten auszugleichen, ist ein Nischenprodukt. Alljährlich zu Weihnachten werden viele Karpfen vor allem für den Wiener Markt abgefischt. 2024 wurde die Karpfen-Teichwirtschaft im Waldviertel in die Liste der Globally Important Agricultural Heritage Systems der FAO aufgenommen.
Im nördlichen Waldviertel gab es ab 2005 den Versuch einer eigenen Regionalwährung. Der Waldviertler Regional wurde in etwa 200 Unternehmen akzeptiert. Nach elf Jahren Laufzeit wurde das Projekt beendet. Die verbliebenen Waldviertler konnten noch bis Ende März 2017 umgetauscht werden.

### Verkehr
Die Waldviertler Straße B 2 und die Kremser Straße B 37 bilden gemeinsam die Hauptverkehrsadern des Waldviertels. Nachdem die Planungen für eine Autobahn bzw. Schnellstraße verworfen wurden, wurde ein Ausbau der beiden Straßen in Angriff genommen (Ortsumfahrungen, 2+1 System).
Im Bahnverkehr besitzt das Waldviertel nur wenige Linien. Viele Planungen, wie eine Bahn Groß Gerungs–Zwettl–Donau, Langschlag–Mühlviertel oder Litschau–Nová Bystrice konnten wegen des Ersten Weltkrieges nicht verwirklicht werden. Die wichtigste Strecke ist die Franz-Josefs-Bahn zwischen Wien und Gmünd. Bis in die 1990er Jahre fuhren hier Züge nach Prag und Berlin (Vindobona). Heute ist die Strecke nur noch von regionaler Bedeutung. Die Österreichische Nordbahn übernahm den Hauptteil des Bahnverkehrs in Richtung Tschechien. Auch auf den Nebenbahnen, der Kamptalbahn und der Donauuferbahn, hat die Auslastung abgenommen. Auf den Waldviertler Schmalspurbahnen, der Lokalbahn Göpfritz–Raabs, der Thayatalbahn und der Lokalbahn Schwarzenau–Zwettl–Martinsberg wurde der planmäßige Personenverkehr bereits eingestellt.
Um dennoch ein öffentliches Verkehrsnetz anzubieten, verkehren seit dem 21. Dezember 2009 zum bestehenden Busnetz mit dem neu gegründeten Waldviertel-Bus zusätzliche und großteils vertaktete Buslinien für eine stärkere Vernetzung regionaler Zentren. Der Waldviertel-Bus ist eine Initiative des Landes Niederösterreich und umfasst ein Schnellbussystem aus zwei Haupt- (Krems–Gmünd und Horn–Waidhofen a.d. Thaya) und 19 Zubringerlinien, wobei auch regionale Zentren in unmittelbarer Umgebung des Waldviertels angefahren werden (Hollabrunn, Melk oder Retz).

## Kultur, Sehenswürdigkeiten, Tourismus
Kulturelle Anziehungspunkte sind neben Krems, dem Kamptal und der Wachau die Wallfahrtsorte Maria Dreieichen, Maria Taferl und Maria Laach am Jauerling, die Stifte Altenburg, Geras, Eisgarn und Zwettl sowie zahlreiche Burganlagen wie etwa Rappottenstein, Ottenstein oder die Rosenburg. Stark besucht ist auch das Ausflugsgebiet rund um die Kampstauseen. Besuchenswerte Museen gibt es in den Städten Horn, Drosendorf-Zissersdorf, Eggenburg, Raabs an der Thaya, Zwettl sowie in Gars am Kamp.
Weiters ist auch die Ysperklamm als Sehenswürdigkeit im südlichen Waldviertel anzuführen. Für Naturliebhaber stehen die verschiedenen Naturparke in Gmünd (Blockheide), Dobersberg, Geras, Heidenreichstein (Heidenreichsteiner Moor), Schrems (Hochmoor Schrems mit Unterwasserreich), Kamptal-Schönberg und der skandinavisch anmutende Naturpark Nordwald im Bereich Bad Großpertholz zur Verfügung.

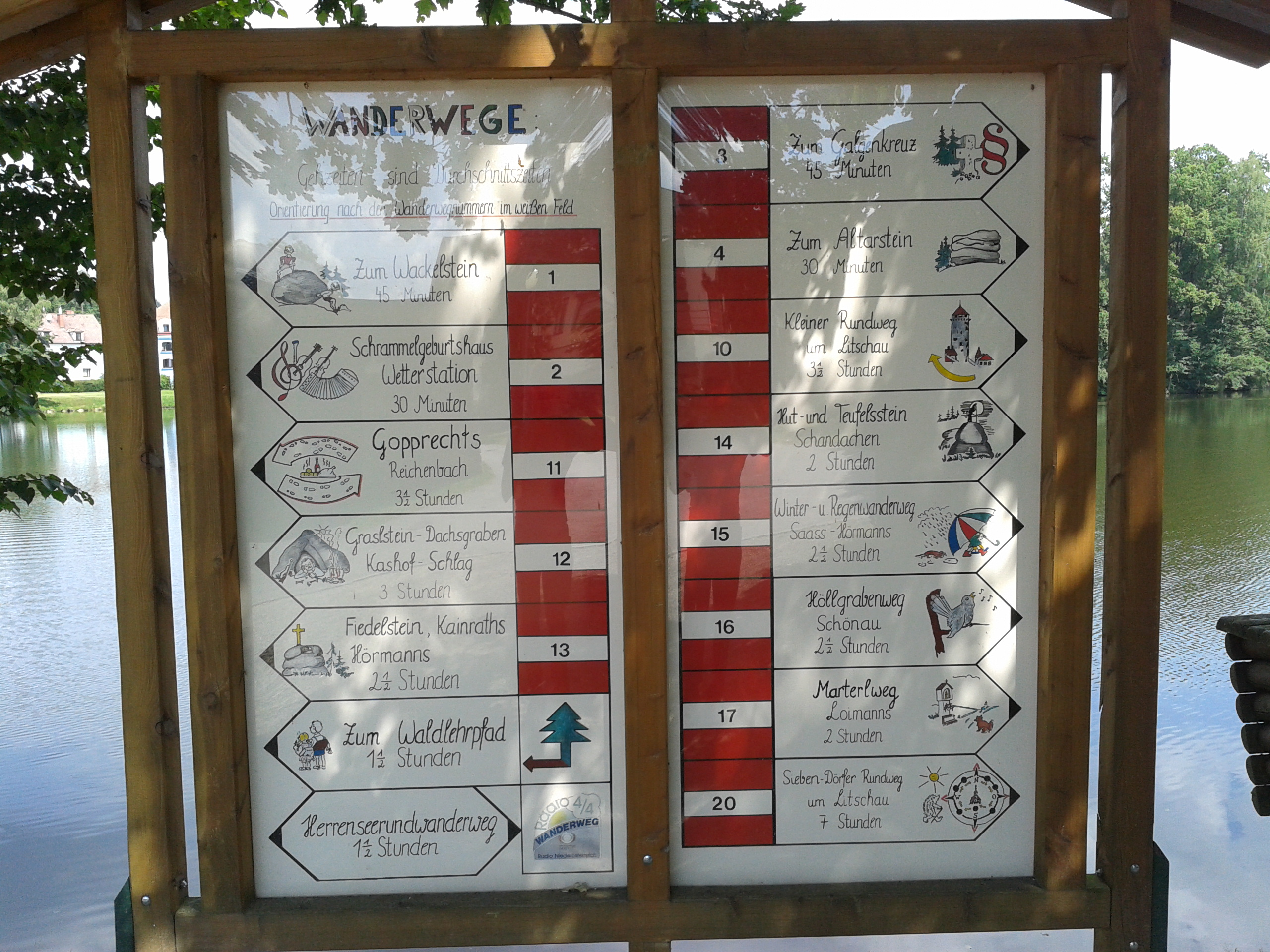
Waldviertel: Übersichtstafel am Herrensee über Wanderwege in und um Litschau

Das Waldviertel weist ein großes Angebot an Wanderwegen auf, mehrere österreichische Weitwanderwege nehmen hier ihren Ausgang: der Nord-Süd-Weitwanderweg, der Niederösterreichischer Mariazellerweg, der Ostösterreichische Grenzlandweg und der Eisenwurzenweg.
Eisenbahnliebhaber finden im Waldviertel verschiedene touristische Bahnen. Ab Gmünd verkehren die Waldviertler Schmalspurbahnen nach Norden Richtung Litschau mit Abzweig nach Heidenreichstein sowie nach Süden Richtung Groß Gerungs. Ab Drosendorf verkehrt im Sommer die Lokalbahn Retz–Drosendorf Richtung Weinviertel und in der Wachau kann man zwischen Krems und Emmersdorf die Donauuferbahn oder auch Wachauer Bahn nutzen. Am südlichsten Punkt des Waldviertels befindet sich das älteste Donaukraftwerk Österreichs, das Kraftwerk Ybbs-Persenbeug.
Das internationale Kammermusikfestival Allegro Vivo findet jährlich im August und September an rund 30 unterschiedlichen Spielorten im Waldviertel statt. Im Rahmen des Festivals finden in Horn Meisterkurse mit Künstlerinnen und Künstlern sowie Lehrenden internationaler Musikuniversitäten und Konservatorien statt. Diese Meisterkurse werden jährlich von rund 500 Musikstudierenden aus 40 Nationen besucht.

## Bekannte Waldviertler
Die Liste bekannter Waldviertler stellt im Waldviertel geborene, hier lebende oder mit dieser Region besonders verbundene Persönlichkeiten der Geschichte und Gegenwart vor.

## Literatur

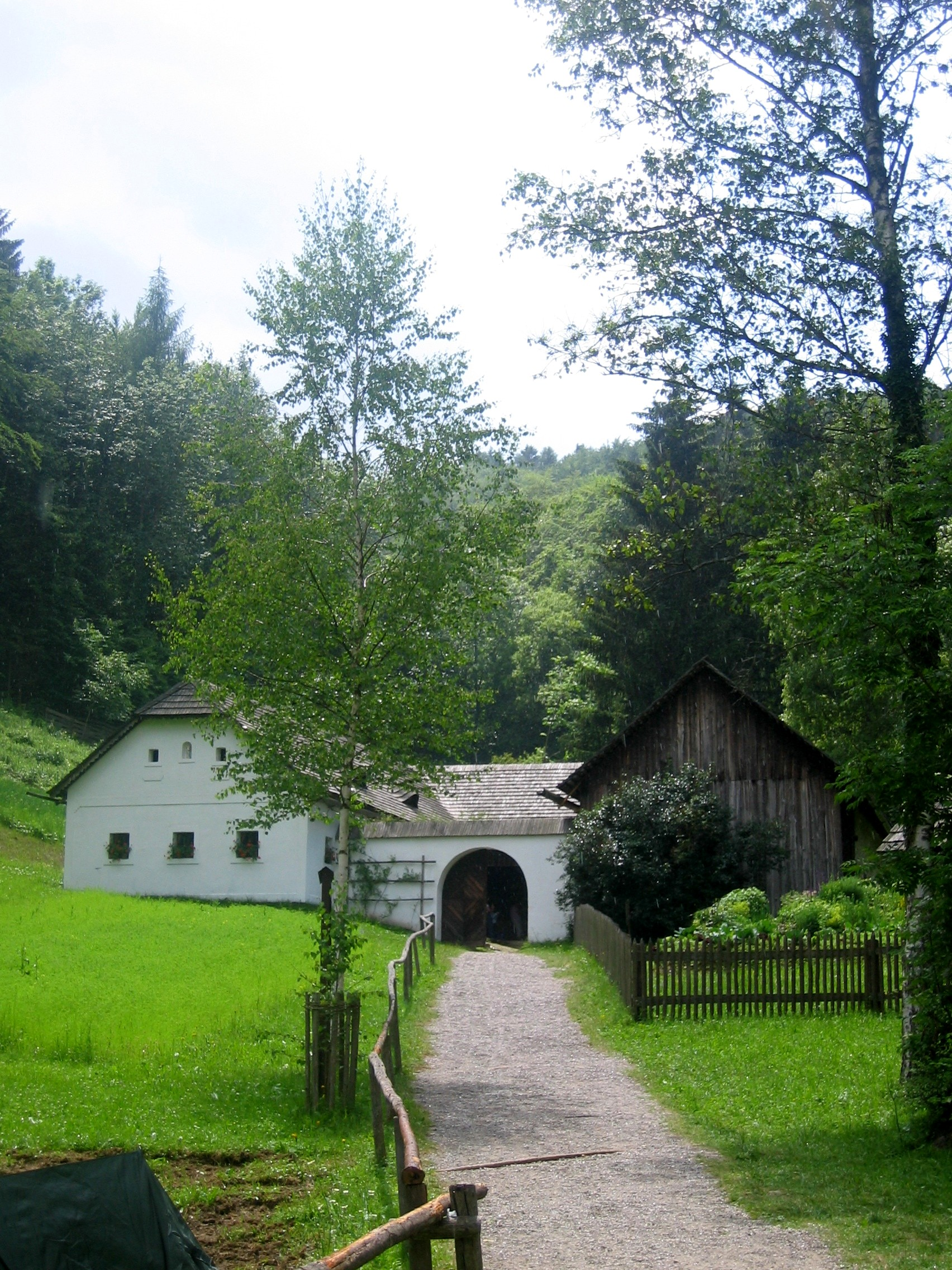
Waldviertlerhof im Österreichischen Freilichtmuseum in Stübing

## Film
- Waldviertel – Vom Zauber des rauen Landes. Dokumentarfilm, Österreich, 2003, 43:42 Min., Buch und Regie: Kurt Mündl, Produktion: ORF, Reihe: Universum.[23] Online-Video auf YouTube